# Stereomastis galil
Stereomastis galil is een tienpotigensoort uit de familie van de Polychelidae. De wetenschappelijke naam van de soort is voor het eerst geldig gepubliceerd in 2002 door Ahyong & Brown.